# Generarock
Generarock (o Premios Generarock) es un evento peruano centrado en la premiación de bandas, músicos y solistas peruanos del género rock y sus derivados, entre 2011 y 2015. Creado por un colectivo de organizaciones musicales y culturales, así como los más importantes medios de prensa escrita y digital a nivel nacional, se encargan de evaluar en sus ediciones el desarrollo de la escena rock peruana; para finalmente escoger a los artistas más destacados, cuya elección final se basa en la votación de público. Es la primera y cada vez más importante ceremonia de entrega de premios en Perú, después de los premios Apdayc.

## Ediciones
Si bien los premios Generarock se encargan de reconocer lo mejor de la escena rock de Perú, durante la primera gala se tuvo las categorías Artista Nuevo Internacional y Artista Internacional. Los siguientes eventos dejaron de contar con estas categorías, centrándose únicamente en la escena peruana.

### Generarock 2011
Fuente:

#### Categoría: Canción del Año
| Banda                | Trabajo        | Resultado |
| -------------------- | -------------- | --------- |
| Epilepsia            | Muere Mierda   | Ganador   |
| Adri Vainilla        | Te Creo        | Nominado  |
| Colectivo Circo Band | Vive La Vida   | Nominado  |
| Barrio Calavera      | Cumbia Faite   | Nominado  |
| Los Mortero          | Pisar Un Bicho | Nominado  |

#### Categoría: Artista Femenina
| Artista             | Resultado |
| ------------------- | --------- |
| Susan Arbaiza       | Ganador   |
| Adri Vainilla       | Nominado  |
| Johanna M           | Nominado  |
| Las Amigas de Nadie | Nominado  |
| Catarsis            | Nominado  |

#### Categoría: Artista Nuevo
| Artista               | Resultado |
| --------------------- | --------- |
| Garaje                | Ganador   |
| Intrans               | Nominado  |
| La Nueva Invasión     | Nominado  |
| The Sexual Soft Noise | Nominado  |

#### Categoría: Punk
| Artista          | Resultado |
| ---------------- | --------- |
| Los Mortero      | Ganador   |
| Adictos Al Bidet | Nominado  |
| Santa Cachucha   | Nominado  |
| The Muertos      | Nominado  |
| Epidemia         | Nominado  |

#### Categoría: Metal
| Artista          | Resultado |
| ---------------- | --------- |
| Epilepsia        | Ganador   |
| Two Face Sinner  | Nominado  |
| Arsenal          | Nominado  |
| Desvirginizagore | Nominado  |
| Hamadria         | Nominado  |

#### Categoría: Video del Año
| Banda                | Trabajo                 | Resultado |
| -------------------- | ----------------------- | --------- |
| Flor de Loto         | Sombras En La Oscuridad | Ganador   |
| Duende Del Hueco     | Crimen Imen             | Nominado  |
| Colectivo Circo Band | Vive La Vida            | Nominado  |
| Barrio Calavera      | Cumbia Faite            | Nominado  |
| Panyoba              | Our Name                | Nominado  |

#### Categoría: Artista Nuevo Internacional
| Banda          | País           | Resultado |
| -------------- | -------------- | --------- |
| The Parlor Mob | Estados Unidos | Ganador   |
| Nostra Morte   | México         | Nominado  |
| Male Bonding   | Inglaterra     | Nominado  |
| La Toma        | Colombia       | Nominado  |
| Aurea Hybride  | México         | Nominado  |
| Blume          | Italia         | Nominado  |

#### Categoría: Artista Internacional
| Artista                | Resultado |
| ---------------------- | --------- |
| Red Hot Chilli Peppers | Ganador   |
| Foo Fighters           | Nominado  |
| Ozzy Osbourne          | Nominado  |
| Pearl Jam              | Nominado  |
| Slayer                 | Nominado  |

### Generarock 2012
Fuente:

#### Categoría: Canción del Año
| Banda                 | Trabajo           | Resultado |
| --------------------- | ----------------- | --------- |
| Cecimonster Vs. Donka | Nieve Nieve       | Ganador   |
| Psicorragia           | La Orden del Caos | Nominado  |
| Zuna                  | Solitario Místico | Nominado  |
| Monster In My Bed     | Aragorn           | Nominado  |
| Fábula                | Razones           | Nominado  |

#### Categoría: Disco del Año
| Banda       | Trabajo                    | Resultado |
| ----------- | -------------------------- | --------- |
| Psicorragia | Ruina y Muerte: El Génesis | Ganador   |
| Terreviento | Resiste                    | Nominado  |
| Exentos     | Insanas Confesiones        | Nominado  |
| La Sarita   | Identidad                  | Nominado  |
| Red Lion    | Sol Nocturno               | Nominado  |

#### Categoría: Video del Año
| Banda                   | Trabajo           | Resultado |
| ----------------------- | ----------------- | --------- |
| Psicorragia             | La Orden del Caos | Ganador   |
| Alejandro y María Laura | Estos Días        | Nominado  |
| Flor de Loto            | Hasta El Final    | Nominado  |
| Serial Asesino          | Verte Sangrando   | Nominado  |
| Sonora Caverna          | La Playera        | Nominado  |

#### Categoría: Performance en Vivo
| Artista         | Resultado |
| --------------- | --------- |
| La Sarita       | Ganador   |
| Contracorriente | Nominado  |
| Leuzemia        | Nominado  |
| La Mente        | Nominado  |
| César N         | Nominado  |

#### Categoría: Mejor Retorno
| Artista        | Resultado |
| -------------- | --------- |
| César N        | Ganador   |
| Morbo          | Nominado  |
| Mazo           | Nominado  |
| Armagedon      | Nominado  |
| Radio Criminal | Nominado  |

#### Categoría: Artista Femenina
| Artista         | Resultado |
| --------------- | --------- |
| Veronik         | Ganador   |
| Johanna M       | Nominado  |
| Claudia Maurtua | Nominado  |
| Pauchi Sasaki   | Nominado  |
| Alias La Gringa | Nominado  |

#### Categoría: Artista Nuevo
| Artista               | Resultado |
| --------------------- | --------- |
| Kennedy Cats          | Ganador   |
| Belirzis              | Nominado  |
| Cecimonster Vs. Donka | Nominado  |
| Los Hijos del Culto   | Nominado  |
| Los Raybans           | Nominado  |

#### Categoría: Rock Experimental
| Artista              | Resultado |
| -------------------- | --------- |
| Sparx (experimental) | Ganador   |
| Theremyn_4           | Nominado  |
| Los Hijos del Culto  | Nominado  |
| Toe Ra               | Nominado  |
| Indoraza             | Nominado  |

#### Categoría: Metal
| Artista              | Resultado |
| -------------------- | --------- |
| Elemento X           | Ganador   |
| M.A.S.A.C.R.E.       | Nominado  |
| Vormed               | Nominado  |
| El Cerebro de Marcus | Nominado  |
| Psicorragia          | Nominado  |

#### Categoría: Punk
| Artista         | Resultado |
| --------------- | --------- |
| Aeropajitas     | Ganador   |
| Diazepunk       | Nominado  |
| Kódigo Civil    | Nominado  |
| Dekreto Supremo | Nominado  |
| Terreviento     | Nominado  |
| 6 Voltios       | Nominado  |

#### Categoría: Alternativo
| Artista               | Resultado |
| --------------------- | --------- |
| GAIA                  | Ganador   |
| El Cerebro de Marcus  | Nominado  |
| Cecimonster Vs. Donka | Nominado  |
| Retroacción           | Nominado  |
| Nación Combi          | Nominado  |

### Generarock 2013
Fuente:

#### Categoría: Mejor Performance en Vivo
| Artista                 | Resultado |
| ----------------------- | --------- |
| Uchpa                   | Ganador   |
| La Sarita               | Nominado  |
| KikasBan                | Nominado  |
| The Dead-End Alley Band | Nominado  |
| Amén                    | Nominado  |

#### Categoría: Disco del Año
| Banda                   | Trabajo                | Resultado |
| ----------------------- | ---------------------- | --------- |
| Mar de Copas            | Seis                   | Ganador   |
| Cuchillazo              | Destruir Todo De Nuevo | Nominado  |
| The Dead-End Alley Band | Whispers of the Night  | Nominado  |
| Los Silver Mornings     | Are You Ready?         | Nominado  |
| Dehumanizer             | The Incomplete Man     | Nominado  |

#### Categoría: Video del Año
| Banda         | Trabajo                    | Resultado |
| ------------- | -------------------------- | --------- |
| Hamann        | Todo Está Perdido          | Nominado  |
| Los Mushrooms | Tatán                      | Ganador   |
| Hamadria      | Libertad                   | Nominado  |
| Sacro         | Depresión                  | Nominado  |
| Go Icarus     | L’ amour In Ancient Greece | Nominado  |

#### Categoría: Canción del Año
| Banda             | Trabajo                    | Resultado |
| ----------------- | -------------------------- | --------- |
| Kanaku y El Tigre | Bicicleta                  | Nominado  |
| Go Icarus         | L’ amour In Ancient Greece | Nominado  |
| Hamadria          | Libertad                   | Nominado  |
| Nautiluz          | Enden’s Liars              | Nominado  |
| KikasBan          | Seis                       | Ganador   |

#### Categoría: Mejor Vocalista Femenina
| Artista                | Resultado |
| ---------------------- | --------- |
| Danitse                | Ganador   |
| María Laura Bustamante | Nominado  |
| Claudia Maurtua        | Nominado  |
| Pamela Rodríguez       | Nominado  |
| Mariana Polar          | Nominado  |

#### Categoría: Artista Nuevo
| Artista   | Resultado |
| --------- | --------- |
| KikasBan  | Nominado  |
| Cuerdas   | Nominado  |
| Go Icarus | Ganador   |
| Berry     | Nominado  |
| Chintatá  | Nominado  |

#### Categoría: Metal
| Artista                 | Resultado |
| ----------------------- | --------- |
| Charlie Parra del Riego | Ganador   |
| Locomotora              | Nominado  |
| Dehumanizer             | Nominado  |
| Nautiluz                | Nominado  |
| Cc. Cowboys             | Nominado  |

#### Categoría: Punk
| Artista          | Resultado |
| ---------------- | --------- |
| 6 Voltios        | Nominado  |
| Los Mortero      | Nominado  |
| Suda             | Nominado  |
| Los Insecticidas | Nominado  |
| Aeropajitas      | Ganador   |

#### Categoría: Rock Alternativo
| Artista             | Resultado |
| ------------------- | --------- |
| Las Amigas de Nadie | Ganador   |
| Subway Elephant     | Nominado  |
| Cuchillazo          | Nominado  |
| Go Icarus           | Nominado  |
| KikasBan            | Nominado  |

#### Categoría: Experimental
| Artista                 | Resultado |
| ----------------------- | --------- |
| El Hombre Misterioso    | Ganador   |
| The Dead-End Alley Band | Nominado  |
| Piloto Copiloto         | Nominado  |
| Los Silver Mornings     | Nominado  |
| Esvedra                 | Nominado  |

#### Categoría: Fusión
| Artista                | Resultado |
| ---------------------- | --------- |
| Flor de Loto           | Nominado  |
| Dengue, Dengue, Dengue | Ganador   |
| La Nueva Invasión      | Nominado  |
| Big Pollo Funk         | Nominado  |
| Fausto Orquesta        | Nominado  |

### Generarock 2014
Fuente:
Categoría: Mejor performance en vivo
| Artista                 | Resultado |
| ----------------------- | --------- |
| Big Pollo Funk          | Nominado  |
| Uchpa                   | Nominado  |
| Contracorriente         | Ganador   |
| Los Mortero             | Nominado  |
| Alejandro y María Laura | Nominado  |

#### Categoría: Mejor artista descentralizado
| Artista        | Resultado |
| -------------- | --------- |
| Mandragora     | Nominado  |
| Rockpata       | Ganador   |
| Staccato       | Nominado  |
| Perú Salvaje   | Nominado  |
| The Last Stand | Nominado  |

Categoría: Rock experimental
| Artista                 | Resultado |
| ----------------------- | --------- |
| Gomas                   | Nominado  |
| Laikamorí               | Ganador   |
| Cholo Visceral          | Nominado  |
| The dead end alley band | Nominado  |
| Toe Ra                  | Nominado  |

Categoría: Rock Alternativo
| Artista             | Resultado |
| ------------------- | --------- |
| Tourista            | Nominado  |
| Era Miscela         | Nominado  |
| Unión Cinema        | Nominado  |
| Las Amigas de Nadie | Ganador   |
| Caterva             | Nominado  |

Categoría: Fusión
| Artista                 | Resultado |
| ----------------------- | --------- |
| Laguna Pai              | Nominado  |
| Flor de Loto            | Nominado  |
| La Maldita Costumbre    | Nominado  |
| Alejandro y María Laura | Ganador   |
| Perú Salvaje            | Nominado  |

Categoría: Metal
| Artista       | Resultado |
| ------------- | --------- |
| Gangrel       | Nominado  |
| Charlie Parra | Nominado  |
| Staccato      | Nominado  |
| Epilepsia     | Nominado  |
| Flor de Loto  | Ganador   |

Categoría: Punk
| Artista        | Resultado |
| -------------- | --------- |
| Héroe Inocente | Nominado  |
| De la Nada     | Nominado  |
| Plug Plug      | Ganador   |
| 6 Voltios      | Nominado  |
| Cocaína        | Nominado  |

Categoría: Mejor vocalista femenina
| Artista            | Resultado |
| ------------------ | --------- |
| Cristina Valentina | Ganador   |
| Fátima             | Nominado  |
| Daniella Saetone   | Nominado  |
| La Lá              | Nominado  |
| María Laura        | Nominado  |

Categoría: Artista Nuevo
| Artista            | Resultado |
| ------------------ | --------- |
| Staccato           | Nominado  |
| Cristina Valentina | Ganador   |
| Negra Valencia     | Nominado  |
| La Lá              | Nominado  |
| Shetevus           | Nominado  |

Categoría: Video del año
| Artista                 | Trabajo                          | Resultado |
| ----------------------- | -------------------------------- | --------- |
| Genera                  | «Enfermo»                        | Ganador   |
| Alejandro y María Laura | «Nadie puede amar a un fantasma» | Nominado  |
| Los Luna                | «Quiero»                         | Nominado  |
| La Nueva Invasión       | «El presentimiento»              | Nominado  |
| Toe Rá                  | «Mándala»                        | Nominado  |

Categoría: Canción del año
| Artista                 | Trabajo                          | Resultado |
| ----------------------- | -------------------------------- | --------- |
| Tourista                | «Réquiem»                        | Nominado  |
| Alejandro y María Laura | «Nadie puede amar a un fantasma» | Nominado  |
| Los Luna                | «Quiero»                         | Ganador   |
| Laguna Pai              | «Somos pocos»                    | Nominado  |
| Staccato                | «Hombres de piedra»              | Nominado  |

Categoría: Disco del año
| Artista                 | Trabajo                 | Resultado |
| ----------------------- | ----------------------- | --------- |
| Perú Salvaje            | Sacrificio              | Nominado  |
| Alejandro y María Laura | Fiesta para los muertos | Ganador   |
| Mauser                  | Mauser                  | Nominado  |
| Flor de Loto            | Nuevo Mesías            | Nominado  |
| Era                     | Miscela                 | Nominado  |

### Generarock 2015
Para esta nueva edición de los Premios Generarock, se realizaron desde el Centro Cultural de la Universidad Tecnológica del Perú. Los nominados en las diferentes categorías son:
Categoría: Mejor Performance en vivo
| Artista                 |
| ----------------------- |
| Amén                    |
| Cuchillazo              |
| Mauser                  |
| Uchpa                   |
| Alejandro y María Laura |

Categoría: Artista descentralizado
| Artista         |
| --------------- |
| Apu Rumi        |
| Rockpata        |
| Alias la Gringa |
| Fiesta Bizarra  |
| Purple Wolf     |

Categoría: Artista Nuevo
| Artista              |
| -------------------- |
| Fabricio Robles      |
| Indiependencia       |
| Curiosity            |
| Fútbol en la Escuela |
| Submarino            |

Categoría: Mejor vocalista femenina
| Artista           |
| ----------------- |
| Ale Iribarren     |
| Claudia Maurtua   |
| Micaela Salaverry |
| Gala Briê         |
| Andrea Martínez   |

Categoría: Rock Alternativo
| Artista              |
| -------------------- |
| Kanaku y el Tigre    |
| Gaia                 |
| Liken                |
| Astronaut Project    |
| Fútbol en la Escuela |

Categoría: Fusión
| Artista         |
| --------------- |
| Ves Tal vez     |
| Novalima        |
| La Mente        |
| Barrio Calavera |
| Rockpata        |

Categoría: Punk
| Artista            |
| ------------------ |
| Morbo              |
| Los Bestia         |
| Mulamuerta         |
| 40 Gramos          |
| Felices Adicciones |

Categoría: Metal
| Artista         |
| --------------- |
| Apu Rumi        |
| Vulture         |
| Anal Vomit      |
| Black Heaven    |
| Blizzard Hunter |

Categoría: Rock Experimental
| Artista           |
| ----------------- |
| 3 AM              |
| Ale Hop           |
| Natasha Luna      |
| Sad Animals       |
| Fifteen Years Old |

Categoría: Canción del año
| Artista           | Trabajo                                 |
| ----------------- | --------------------------------------- |
| Kanaku y el Tigre | Si te mueres mañana                     |
| Gaia              | Galaxia                                 |
| Barrio Kalavera   | Kumbiamerican rockers                   |
| Dan Dero Dero     | Sueño escarchado de una noche de verano |
| Gala Brie         | Intensos instantes                      |

Categoría: Video del año
| Artista           | Trabajo             |
| ----------------- | ------------------- |
| Cuchillazo        | Agua                |
| Kanaku y el Tigre | Si te mueres mañana |
| Tourista          | Gato por liebre     |
| 3 AM              | Rock and roll radio |
| Laguna Pai        | Galán de combi      |

Categoría: Disco del año
| Artista              | Trabajo                                |
| -------------------- | -------------------------------------- |
| Ni voz Ni Voto       | Antiamor                               |
| Kanaku y el Tigre    | Quema, quema, quema                    |
| Astronaut Project    | Astronaut Project                      |
| Fútbol en la Escuela | Cancionero para víctimas de siniestros |
| Submarino            | Bravo Zulu                             |

## Evaluación de los nominados
Las votaciones de los premios Generarock se basaron propuestas de los siguientes medios y producciones especializadas en rock nacional como el suplemento Variedades del Diario El Peruano, el programa No estamos locos de Radio Nacional, el blog Headbangers del Diario El Comercio,  entre otros medios locales.